# Beachy Head
Beachy Head is een kaap of baai aan de zuidkust van Engeland in Nationaal park South Downs, nabij het stadje Eastbourne in East Sussex, Engeland. De kaap is vooral bekend om de krijtrotsen, die met hun hoogte van 162 meter tot de hoogste van Engeland behoren.

## Geologie
Het krijt van de rotsen werd gevormd in het late krijt, tussen de 65 en 100 miljoen jaar geleden. Het land waar de rotsen nu staan lag toen nog onder water. Tijdens het cenozoïcum werd het krijt door tektonische opheffing naar boven geduwd. Na afloop van de laatste ijstijd steeg het zeeniveau, en ontstond Het Kanaal. Tijdens de formatie van het kanaal werden er stukken uit de kalkrotsen geslagen, en ontstonden er kliffen.
De golven hebben sterk bijgedragen aan de erosie van de rotsen. Omdat kalk in lagen wordt gevormd, slijten de rotsen niet overal op dezelfde manier.

## Geschiedenis
De naam Beachy Head werd voor het eerst gedocumenteerd in 1274 als 'Beauchef', en in 1317 als 'Beaucheif'. Rond 1724 werd de naam officieel Beachy Head. Ondanks de naam heeft de plek niets te maken met een strand. Het woord Beach is in dit geval een verbastering van het originele Franse woord voor “mooie kaap”. De Franse benaming is Bévesier of Béveziers.
In 1929 kocht Eastbourne 16 vierkante kilometer land rondom Beachy Head om te voorkomen dat het zou worden verwoest door projectontwikkeling.
De as van de Duitse filosoof Friedrich Engels werd op zijn verzoek uitgestrooid bij Beachy Head.

## Vuurtorens

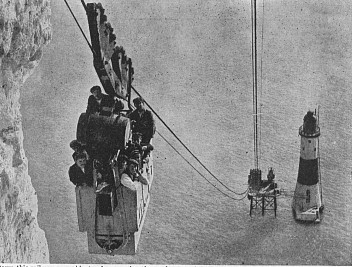
Foto van de bouw van de vuurtoren.

In 1831 werd begonnen met de bouw van de Belle Tout vuurtoren bij Beachy Head. In 1834 werd de vuurtoren in gebruik genomen.
Omdat mist en laaghangende bewolking vaak het licht van deze vuurtoren belemmerde, werd een tweede vuurtoren gebouwd in de zee net voor Beachy Head. Deze toren was 43 meter hoog en werd in oktober 1902 in gebruik genomen. De toren werd gedurende 80 jaar bemand door drie vuurtorenwachters. In 1983 werd het licht in de vuurtoren geautomatiseerd.

Vanwege erosie van de klippen werd in maart 1999 de Belle Tout vuurtoren 15 meter landinwaarts verhuisd.

## Beachy Head in oorlogstijd
De derde dag van de Driedaagse Zeeslag in 1653 werd uitgevochten voor de kust van Beachy Head.
In 1690 vond de Slag bij Beachy Head plaats als onderdeel van de Negenjarige Oorlog. Tijdens de Tweede Wereldoorlog plaatste de Royal Air Force een station bij Beachy Head om radiocommunicatie met vliegtuigen te verbeteren. Met deze zender konden ook signalen van de zender op de Eiffeltoren worden opgepikt.
Van 1953 tot 1957 stond er een belangrijk radarstation bij Beachy Head.

## Zelfmoorden
Sinds de 15e eeuw is Beachy Head berucht om het feit dat veel mensen het als locatie kiezen om zelfmoord te plegen. Naar schatting vinden er zo’n 20 zelfmoorden per jaar plaats. Mede hierom is een speciaal team opgericht, de Beachy Head Chaplaincy Team, dat geregeld in de omgeving patrouilleert om potentiële springers tegen te houden.
Tussen 2002 en 2005 nam het aantal zelfmoorden nog toe, maar in 2006 werd voor het eerst een vermindering waargenomen. Dit werd toegeschreven aan het succes van het Chaplaincy Team.
Zelfmoord bij Beachy Head vormt een motief in o.a. het boek "Beachy Head en andere verhalen" van de Belgische auteur Lode Demetter (ISBN 978-90-82-43690-7).